# Sara Larsson (Politikerin)

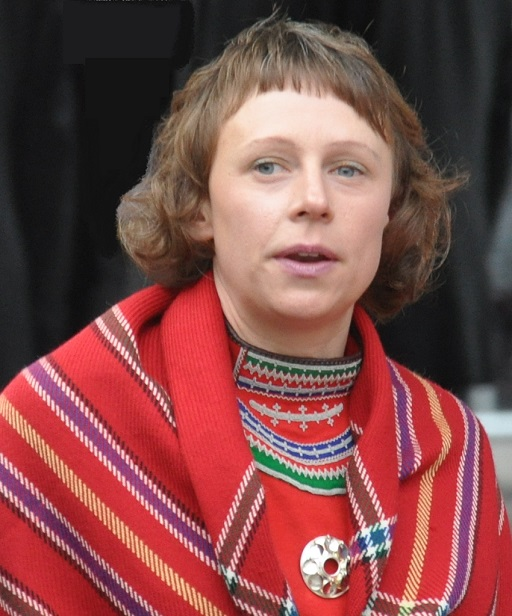
Sara Larsson (2010)

Sara Johanna Maria Larsson (geboren am 4. Januar 1977 in Malmö) ist eine samisch-schwedische Politikerin (MG). Sie war von 2005 bis 2017 Mitglied des samischen Parlaments Schwedens (Sametinget) und im Turnus zweimal Vorsitzende des Parlamentsvorstands.

## Werdegang und Politik
Larsson wuchs als Kind einer Rentierzüchterfamilie in Klimhpe (südsamisch für Klimpfjäll) im Sameby der Gemeinde Vualtjere (Vilhelmina) auf. Larsson wurde an der Technischen Universität Luleå (LTU) zur Humanökologin ausgebildet und arbeitete in der Verwaltung von Västerbottens län.
Larsson ist seit 2001 politisch tätig und wurde 2005 Parlamentsmitglied sowie Vorsitzende der Min Geaidnu-Partei (MG). Im Jahr 2013 wurde sie zur stellvertretenden Vorsitzenden gewählt. Im Jahr 2009 konnte sie eins der drei Mandate für Min Geaidnu erringen. Im samischen Parlament Schwedens, dem Sámediggi in Kiruna wurde Larsson von 2009 bis Mai 2010 und von Mai bis November 2011 Vorsitzende des fünfköpfigen Parlamentsvorstands (schwedisch styrelseordförande). Ein zweites Mandat erhielt sie für die Jahre 2013 bis 2017. Bei der Wahl 2017 erhielt ihre Partei nur ein einziges Mandat. Abgeordnete wurde Christina Åhrén, Larsson kam auf den vierten Platz ihrer Partei.
Als Vorsitzende des schwedischen Parlamentsvorstands war Sara Larsson bis zum 15. April 2010 Präsidentin des Samischen Parlamentarischen Rates (Sámi Parlamentáralaš Rađđi, Samisk parlamentariskt råd, SPR).
Larsson ist verheiratet und Mutter von drei Kindern; sie hat eine Schwester.

## Schriften
- Det samiska livsrummet, 2001
- Vägen mot en möjlig hållbar fisketurism i Laponia, LTU, Luleå 2002[7]

Die Verknüpfung Larssons mit einer gleichnamigen, promovierten Mathematikerin der Universität Lund ist nicht nachzuvollziehen.